# Ivo Ćipiko
Ivo Ćipiko (13. ledna 1867 Kaštel Novi, Rakousko-Uhersko – 24. září 1923 Kaštel Novi, Království Srbů, Chorvatů a Slovinců) byl italsko-chorvatský lesník, novinář, spisovatel a dramatik, který se z vlastního rozhodnutí stal Srbem.     

## Životopis
Ćipiko se narodil v Kaštel Novi mezi Splitem a Trogirem. Od dětství si s sebou nesl hluboký vztah ke svobodnému, nespoutanému životu v přírodě a silné sympatie k chudým. Obě tendence sehrály v životě a díle tohoto spisovatele významnou roli. Jako chlapec byl poslán na mnišské gymnázium v Sinji, nevydržet tvrdost a přísnost školního režimu, utekl ze semináře a rozhodl se ne náhodou pro povolání lesníka. Mnišský seminář ho oddělil od přírody, uvěznil v mrtvých dogmatech, neživé morálce; lesnické povolání ho vrátilo do přírody a umožnilo mu žít s lidmi. V roce 1890 dokončil odborné učiliště v Križevci a stal se lesníkem. Později byl povýšen na vrchního lesníka na ostrově Hvar, ve Vrlici a Dalmatinské Zagoře. Čipiko v kontaktu s lidmi změnil své přesvědčení, z romantika se stal realistou, který své zážitky převáděl do literární podoby. Svou literární tvorbu začal pod silným vlivem srbských romantických spisovatelů jako byli: Janko Veselinović, Paja Marković Adamov, Milorad Popović Šapčanin, Milan Milićević a Laza Lazarević. Brzy se vydal vlastní cestou, protože ho k tomu dohnaly jeho bohaté znalosti života, umělecká poctivost a odvaha, pocit potřeby říkat pravdu o životě. V roce 1912 se přestěhoval do Srbského království.
Během balkánských válek v letech 1912–1913 byl vojenským zpravodajem při velitelství srbské armády. Po válce se Ćipiko stal jedním z nejhorlivějších zastánců unitářských myšlenek Jovana Skerliće spolu s dalšími srbskými spisovateli z Chorvatska, Dalmácie, Černé Hory, Bosny a Hercegoviny, jako byli Mirko Korolija, Niko Pucić, Svetozar Ćorović a Aleksa Šantić. 
Přestože byl Ivo synem Itala a Chorvatky, inspiroval se srbským národním hnutím v Dubrovníku v osmdesátých letech 19. století a ocitl se mezi Srby. Svou novou identitu upevnil během velkolepého srbského eposu, kdy se zúčastnil osvobozovacích válek Srbska v letech 1912–1918. let. Nechal jsem se unést a stal jsem se Srbem, napsal později Ćipiko.

### Tvorba
Ve svých povídkových sbírkách, jako jsou „Přímořské duše“ (1899) a „U moře“ (1911), román „Pro chléb“ (1904) a drama „Na hranici“ (1910), Ćipiko zobrazil život dalmatských rolníků a jejich boje s lichváři, statkáři a rakouskými byrokraty. Postavu selského rebela uvedl do srbské literatury v románu „Pavouci“ (1909). Jeho hledání mravních ideálů se projevilo v jeho poetizaci „přirozeného člověka“, který odolává pokrytectví buržoazní společnosti. Používal realistické vypravěčské postupy, hravě je vyšperkoval tím, že se soustředil především na vnitřní život hlavního hrdiny. Ćipikovy zápisky a deníky z fronty, „Dojmy z války 1912“ (1914) a „Z válečných dnů“ (1917), byly poznamenány duchem antimilitarismu.
Jeho „básně v próze“, ve kterých je narativní prvek zcela podřízen lyrice, vývoji nálady, vyjadřování emocí a vášní a jazyku a stylu v "Touha" (1898). Stejný druh lyrické prózy vytvořila o osm let mladší Isidora Sekulić v Bure (Poryvy).

### U moře
Ivo Ćipiko žil v Bělehradě až do roku 1922. Poté těžce onemocněl a po neúspěšné operaci ve Vídni odjel do rodného města. Bělehrad považoval za drahou zemi své literární slávy a krásných dnů svého života při západu slunce. Zemřel při hledání míru ve svém rodném Kaštel Novi v roce 1923 na pobřeží. V roce 1926 mu byl na příkaz jugoslávského krále Alexandra II. Karađorđeviće postaven v Kaštela Novi důstojný mramorový náhrobek. 

## Dílo
- Ceznja, 1898
- Primorske duše (pripovetke), Zagreb, 1899
- Sa jadranskih obala (pripovetke), Mostar, 1900
- Sa ostrva (pripovetke), Beograd, 1903
- Za kruhom (roman), Novi Sad, 1904
- Za chleb, 1904
- Pauci (roman), Beograd, 1909
- Na granici, (drama), 1910
- Volja naroda (drama), 1911
- Kraj mora (pripovetke), Dubrovnik, 1913
- Preljub (pripovetke), Beograd, 1914
- Utisci iz rata 1912, Sarajevo, 1914
- Na pomolu, Solun, 1916
- Iz ratnih dana, Korfu, 1917
- Iz solunskih borbi, Beograd, 1919
- Na povratku s rada, (priče)

### V češtině
- Zločin – úvod František Sekanina; ze sbírky Přímořské duše přeložil Ivan Špinka; in: 1000 nejkrásnějších novel... č. 60. Praha: J. R. Vilímek, 1914